# Celebesica parvula
Celebesica parvula là một loài chim trong họ Campephagidae.